# Louis Nzala Kianza
Louis Nzala Kianza (* 6. Februar 1946 in Kiamfu Kia Nzadi; † 26. November 2020 in Kinshasa) war ein kongolesischer römisch-katholischer Geistlicher und Bischof von Popokabaka.

## Leben
Louis Nzala Kianza besuchte das Collège Ntemo in Kasongo. Er empfing am 25. August 1972 das Sakrament der Priesterweihe. An der Université catholique de Louvain in Belgien erwarb Nzala Kianza ein Lizenziat im Fach Sozialwissenschaften.
Am 22. April 1996 ernannte ihn Papst Johannes Paul II. zum Bischof von Popokabaka. Der Apostolische Nuntius in der Demokratischen Republik Kongo, Erzbischof Faustino Sainz Muñoz, spendete ihm am 14. Juli desselben Jahres die Bischofsweihe; Mitkonsekratoren waren der Erzbischof von Kinshasa, Frédéric Kardinal Etsou-Nzabi-Bamungwabi CICM, und der Bischof von Kikwit, Edouard Mununu Kasiala OSCO.
Am 29. Juni 2020 nahm Papst Franziskus das von Louis Nzala Kianza vorgebrachte Rücktrittsgesuch an; fünf Monate später starb Nzala Kianza im Alter von 74 Jahren.